# Rivolta

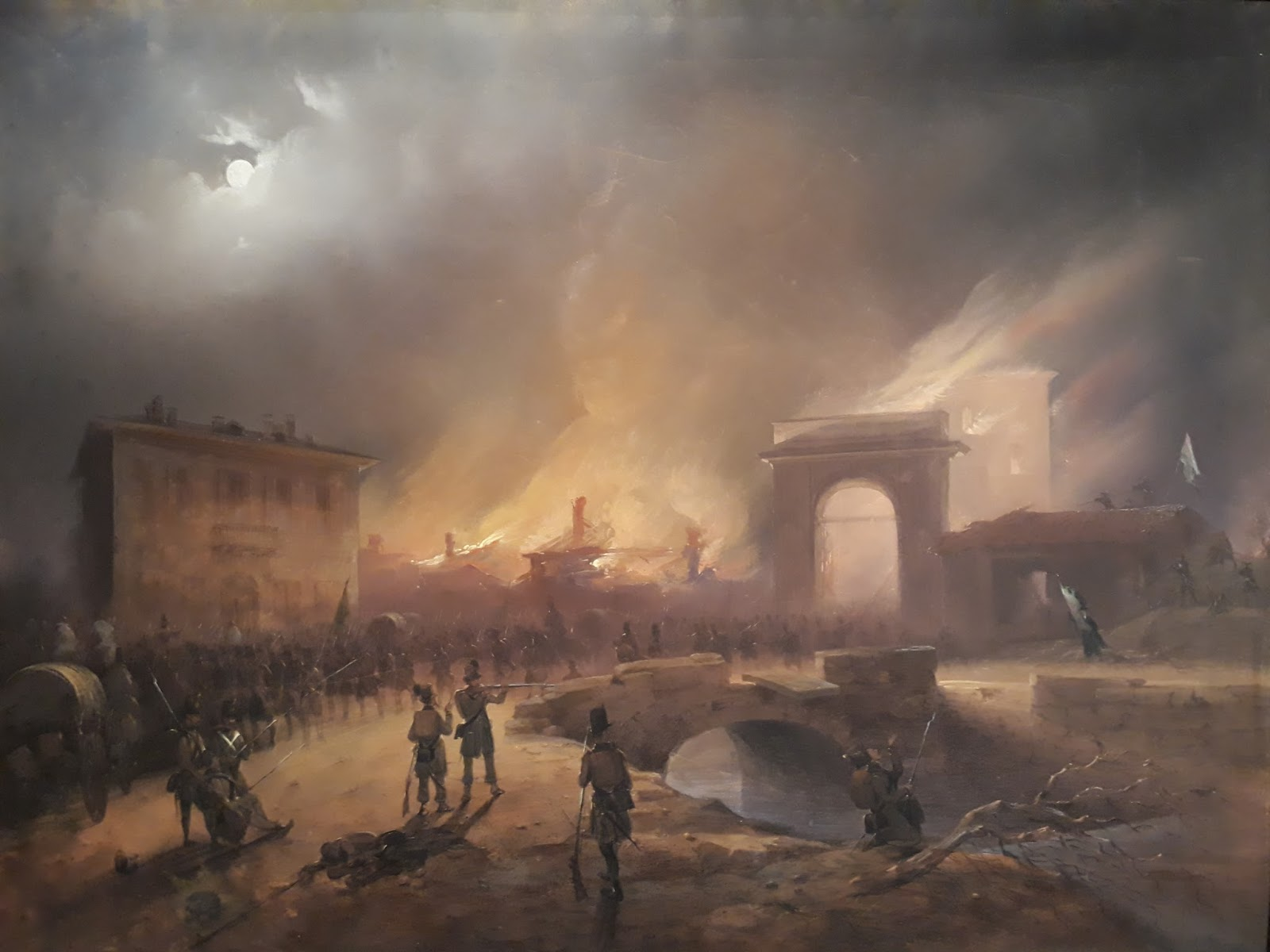
Le Cinque Giornate di Milano, di Carlo Bossoli

La rivolta è un atto di sollevamento del popolo contro un ordine costituito, che il più delle volte è lo Stato. La rivolta viene distinta dalla rivoluzione in quanto è più circoscritta e non comporta un radicale cambiamento nella forma di governo di un Paese.

## Rivolte famose
- Guerra dei mercenari, nel 241 a.C.
- Terza guerra servile, rivolta di Spartaco, nel 73 a.C.
- Rivolta dei Sopraccigli Rossi, nel 23
- Rivolta di Nika, nel 532
- Vespri siciliani, nel 1282
- Tumulto dei Ciompi, nel 1378
- Crudele giovedì grasso, nel 1511
- Rivolta antispagnola di Messina, nel 1674
- Cinque giornate di Milano, nel 1848
- Dieci giornate di Brescia, nel 1849
- Eureka Stockade, rivolta dei cercatori d'oro in Australia, durante la corsa all'oro di Victoria, nel 1854
- Brigantaggio postunitario italiano, nel 1861
- Rivolta di Haymarket, nel 1886
- Moti popolari del 1898, nel 1898
- Rivolta dei boxer, nel 1900
- Rivolta di Kronštadt, nel 1921
- Rivolta del ghetto di Białystok, nel 1942
- Rivolta del ghetto di Varsavia, nel 1943
- Quattro giornate di Napoli, nel 1943
- Rivolta georgiana di Texel, nel 1945
- Rivolta di Kengir, nel 1954
- Rivolta di Poznań, nel 1956
- Rivolta del maggio francese, nel 1968
- Moti di Reggio, nel 1970
- Protesta di piazza Tienanmen, nel 1989
- Rivolta di Los Angeles, nel 1992
- Primavera araba, nel 2010

## Nell'arte

### Cinema
- La rivolta,  diretto da Richard Brooks, 1950
- La rivolta, diretto da Buzz Kulik, 1969

### Letteratura
- Curzio Malaparte, La rivolta dei santi maledetti, 1921,
- Julius Evola, Rivolta contro il mondo moderno, Mediterranee, 1998
- Albert Camus, L'uomo in rivolta, Bompiani, 2002
- Tiziano Terzani, In America: cronache da un mondo in rivolta, Longanesi, 2018

### Musica
- Inno della rivolta. Molinari, Francisci (elaborazione da anonimo) in Canzoniere anarchico